# 寝た子も起きる子守唄
『寝た子も起きる子守唄』（ねたこもおきるこもりうた）は、1986年8月5日に発売されたとんねるず8枚目のシングル。

## 概要
とんねるず初主演映画『そろばんずく』の主題歌。上映当時はとんねるずがパーソナリティーを務めるラジオ番組内で盛んに宣伝された。とんねるずのシングルでは数少ない、秋元康や後藤次利などの常連作家以外が手掛けた作品。歌詞では「子守唄」を「ララバイ」と読ませている。とんねるずの楽曲として珍しく、ギャグやパロディの要素がない。
曲名の類似した豊島たづみの「寝た子を起こす子守唄」（作詞：阿木燿子、作曲：宇崎竜童、1979年発売。後に加藤登紀子らがカバー）とは異なる。

## 収録曲
1. 寝た子も起きる子守唄
  - 作詞：きたやまおさむ／作曲：林哲司／編曲：中村哲
2. 時代遅れのふたり
  - 作詞：松井五郎／作曲：林哲司／編曲：新川博